# Aucey-la-Plaine
 Aucey-la-Plaine  es una población y comuna francesa, en la región de Baja Normandía, departamento de Mancha, en el distrito de Avranches y cantón de Pontorson.

## Demografía
| 472 | 444 | 442 | 419 | 430 | 362 |
| Para los censos de 1962 a 1999 la población legal corresponde a la población sin duplicidades (Fuente: INSEE [Consultar]) |     |     |     |     |     |